# 石椂
石椂（1464年—？），字允升，直隸滁州人，軍籍，明朝政治人物。

## 生平
成化二十二年（1486年）丙午科應天府鄉試第八十四名舉人。弘治三年（1490年）中式庚戌科會試第二百十四名，三甲第三名進士。授行人司行人，九年六月选授山西道試御史，十年八月實授御史，丁忧归，服阕，十八年二月復除陕西道御史，出为直隶大名府知府，正德三年（1508年）二月升山东布政司右参政，仍掌府事。历南京太仆寺少卿，四年十二月改任顺天府府丞，五年八月劉瑾伏诛，以其党羽降官三级。

## 家族
曾祖石玉；祖父石銓，封右少卿；父石澄，鴻臚寺右少卿。母王氏（封宜人）。慈侍下。兄石柱、弟石林。